# Brandon Jay McLaren
Brandon Jay McLaren né le 3 juillet 1981 à Vancouver (Colombie-Britannique) est un acteur et scénariste canadien.
Il est surtout connu pour son rôle de Jack Landors, le Ranger rouge, dans Power Rangers : Super Police Delta, et Danny Brooks dans la série Harper's Island.

## Biographie
Ses parents, Ira et Denise, vivent à Austin, au Texas, mais sont originaires de Grenade et de Trinidad.
McLaren est également connu au Canada pour son rôle de Lénine, dans la série Les Vies rêvées d'Erica Strange (Being Erica) et pour son rôle de Jamil Dexter dans Falling Skies.
Il a joué l'agent Dale Jakes dans la série Graceland de 2013 à 2015.

## Vie privée
Il a eu une relation avec Emma Lahana en 2005, qui jouait notamment le Ranger Jaune de Power Rangers : Dino Tonnerre.

## Filmographie

### Films
- 2000 : Sniper : 23 jours de terreur sur Washington - Témoin oculaire
- 2003 : Have You Heard? Secret Central - Eddie Edwards
- 2004 : Scooby-Doo 2 : Les monstres se déchaînent - Skater # 2
- 2004 : Le parfait amour - Élève de Rude
- 2006 : She's the Man - Toby
- 2007 : Scar 3d - Howard
- 2008 : Love Sick: Secrets of a Sex Addict - Gabriel
- 2008 : Yeti - Riz
- 2009 : L'Homme aux yeux de loup - Ashmore
- 2009 : Docteur Dolittle 5 - Brandon Turner
- 2009: Carnage en haute-mer - Drew
- 2010 : Ratko: The Dictator's Son - Juwaan
- 2013 : Hard Ride to Hell - Dirk
- 2011: Tucker et Dale fightent le mal - Jason
- 2012 : Dead Before Dawn - Dazzle Darlington
- 2013 : Plush - Butch Hopkins / Écrivain

### Télévision
- 2002 : En quête de justice - Lui-même (épisode : "Blackboard Jungle")
- 2003 : The Chris Isaak Show - Greffier (épisode : "La Petite Sirène")
- 2004 : Smallville - Livreur (épisode: "Destinées")
- 2004 : Le Messager des ténèbres - Posse Membre # 1 (épisode: "The Rapper")
- 2004 : The Days - Trey Morgan (5 épisodes)
- 2005 : Power Rangers : Super Police Delta : Jack Landors / SPD Ranger rouge (38 épisodes)
- 2006 : Réunion : Destins brisés - Anthony Marjorino (épisode: "1992")
- 2006 à la télévision : Smallville - Yance (épisode: "Le duel")
- 2006 : Blade - Membre de la Bad Bloods (épisode: "Mauvais sang")
- 2007 : The Best Years - Devon Sylver (saison 1)
- 2008 : Harper's Island - Danny Brooks (saison 1)
- 2009 : Les Experts - Anthony Samuels (épisode: "Les innocentes de Las Vegas")
- 2010 : Human Target : La Cible : Omar (saison 1, épisode 5)
- 2010 : Les Vies rêvées d'Erica Strange - Lénine (13 épisodes)
- 2011 : L'Heure de la peur - Mayhem Major (épisode: "Game Over")
- 2011: Three Inches - Macklin Guichet (épisode: "Pilote")
- 2011 : The Killing - Bennett Ahmed (12 épisodes)
- 2012 : Falling Skies - Jamil Dexter (7 épisodes)
- 2013 - 2015 : Graceland - Dale Jakes (rôle principal)
- 2016 : Slasher : Le Bourreau - Dylan Bennett (saison 1)
- 2017 : Esprits criminels - Capitaine Adrian Scott
- 2017 - 2019 : Ransom : Oliver Yates (3 saisons)
- 2018 : UnREAL: Dr Simon (saison 3)
- 2021 : Toujours là pour toi (Firefly Lane) : Travis
- 2021 : Turner et Hooch : Xavier Wilson
- 2021 - 2023  : The Rookie : Le Flic de Los Angeles : Elijah Stone (saison 4 épisodes 1, 3, 4, 7 et 9 ; saison 5 épisodes 6, 7, 15 et 17)

## Distinctions
| Année | Prix                | Catégorie                                       | Travail nommé | Résultat | ref.  |
| ----- | ------------------- | ----------------------------------------------- | ------------- | -------- | ----- |
| 2015  | Golden Maple Awards | Best Actor in a TV Series Broadcasted in the US | Graceland     | Lauréat  | [ 2 ] |